# Satanische Verse (EP)
Satanische Verse ist die einzige Demoaufnahme des Dark-Wave-Duos Das Ich. Die Ende der 1980er-Jahre entstandene Aufnahme wurde als Extended Play sowie in erweiterten Versionen neu aufgelegt und als CD mit Albumlänge zur Mitte der 1990er-Jahre ein kommerzieller Erfolg.
Lyrisch sind die durch den Expressionismus beeinflussten Texte des Demos auf Religionskritik ausgerichtet. Der theatralische, eher rezitierende als singende Textvortrag ist extravagant, der Text reich an Metaphern. Inhaltlich werden dabei atheistische und biblische Themen wie der Tod Gottes, die Kainsgeschichte oder Satan als Symbol des Bösen aufgegriffen. Die Musik – eine Verbindung von klassischer Musik, Dark Wave und Post-Industrial – wird als besonders düster, klassisch und mittelalterlich wahrgenommen.
Mit den Club-Hits Gottes Tod und Kain und Abel erwies sich Satanische Verse für Teile des Dark Wave musikalisch und soziokulturell als wegweisend, da das mit von dem Demo ausgehende Genre Neue Deutsche Todeskunst (NDT) die Gothic-Szene der 1990er-Jahre prägte. Entsprechend gilt es als eine wesentliche Veröffentlichung der NDT, des Dark Wave und der schwarzen Musik insgesamt.

## Geschichte

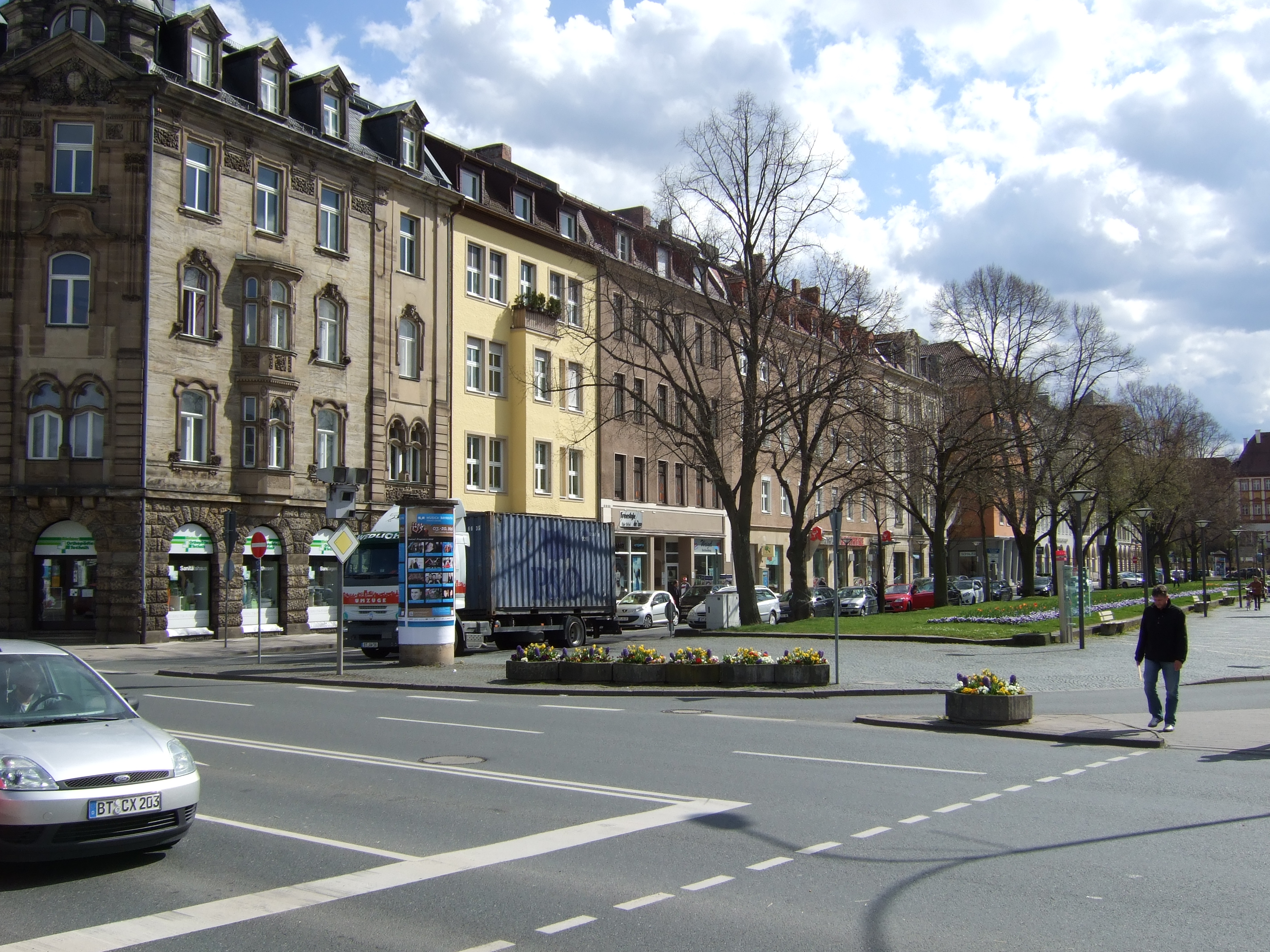
Am Luitpoldplatz in Bayreuth unterhielt Danse Macabre ein Büro und ein noch semiprofessionelles Aufnahmestudio, in dem Satanische Verse eingespielt wurde

Bruno Kramm und Stefan Ackermann lernten einander 1986 in einer Bayreuther Diskothek kennen. Nach einer Findungsphase in unterschiedlichen Bandkonstellationen nahm Das Ich ab 1988 als Duo Form an. Zeitgleich startete Kramm das Kassettenlabel Danse Macabre, da im Jahr 1990 überwiegend große Plattenfirmen existierten, die Das Ich rigoros abwiesen. Danse Macabre entstand so aus der Suche nach einer Plattenfirma für Das Ich, die Musiker machten „aus der Not eine Tugend“. Kaum war das Label aktiv, meldeten weitere Interpreten Interesse an einer Kooperation an, wodurch das Label wuchs und an Bedeutung gewann.
Danse Macabre kooperierte eng mit dem 1989 von Rainer „Easy“ Ettler in Lübeck begründeten Musikmagazin Zillo. Im Magazin erschienen Features zu diversen Interpreten des Labels und gemeinsam riefen Label und Magazin 1990 einen Demo-Wettbewerb unter dem Titel Förderaktion: Indie-Nachwuchs aus. Das Ich reichte selbst das in den hauseigenen Danse Macabre Studios in Bayreuth von 1988 bis 1989 aufgenommene Demo Satanische Verse ein. Das Songwriting lief in mehreren Prozessschritten ab, die Kramm noch Jahre später als etabliertes Procedere des gemeinsamen Arbeitens beschrieb. Das Duo legte zu Beginn die Themen und Inhalte fest, woraufhin Kramm die Musik am Klavier skizzierte. Mit Stücken, die er nach Wochen noch als inspirierend empfand, entwickelte er an Keyboard und Synthesizern grobe Entwürfe, die er an Ackermann gab, der damit seine Texte zu dem vorab vereinbarten Thema schrieb. Die Demo-MC wurde von Kramm in einem kleinen eigenen Tonstudio „mehr experimentell als professionell“ produziert und in einer Auflage von 200 Exemplaren mit drei Titeln und einer Spieldauer von 17:47 Minuten veröffentlicht. In der Septemberausgabe des Jahres 1990 wurde vom Magazin Zillo dann Das Ich als Gewinner des selbst mit veranstalteten Wettbewerbs bekannt gegeben. Eine Verstrickung, die den Sozialwissenschaftler und Herausgeber des Sammelbandes Schillerndes Dunkel, Alexander Nym, noch im Jahr 2010 zu dem spöttischen Kommentar „was Wunder“ in einem Rückblick auf die Szene der frühen 1990er-Jahre brachte. Rückblickend gab die Band an, dass sich bereits die Kassette tausendfach verkaufte und „den Grundstein für die Labelgründung von Danse Macabre Records“ legte. Da Danse Macabre zu der Zeit als Label ein eigenes System zum hochwertigen Vervielfältigen von Kassetten unterhielt, war dem Label eine zügige Nachproduktion möglich.
Eine erste Wiederveröffentlichung als CD entstand, nachdem das Unternehmen Energie für Alle (EFA) auf direkte Kaufnachfragen nach dem Demo reagierte und Bruno Kramm als Inhaber des Kassettenlabels Danse Macabre mit dem Angebot kontaktierte, das EFA-Presswerk zu nutzen. Der Vertrag ermöglichte es Kramm, das damals als Kollektiv geführte Kassettenlabel zum CD-Label auszubauen.
Satanische Verse erschien seitdem in einer Reihe Neuauflagen mit veränderter Titelzahl und Spieldauer, im Jahr 1991 erstmals als EP-CD mit dem vierten Titel Jericho in einer Auflage von 2000 Exemplaren. Zwei Jahre nach dieser CD-Variante ergänzte das Duo die EP für eine weitere Neuauflage um die Stücke Ein Tag vergeht, Irrlicht und Sonne, Mond und Sterne auf Albumlänge und behielt dabei dennoch die EP-Zuschreibung bei. Alle drei neu hinzugefügten Stücke erschienen zuvor auf Label-Kompilationen. Ein Tag vergeht 1991 auf Danse Macabre Sampler Part I, Irrlicht 1992 auf Danse Macabre Sampler II und Sonne, Mond und Sterne auf der 1993 veröffentlichten Live-Kompilation Danse Macabre Festival. Das Stück wurde ursprünglich am 17. April 1993 während eines Auftritts im belgischen Waregem aufgenommen, für die Veröffentlichung als Teil der EP jedoch im Studio nachbearbeitet. Von der Auflage wurden circa 20.000 Exemplare in kurzer Zeit verkauft. Bruno Kramm gab an, dass die Band zu dieser Zeit mit Die Propheten und der ebenso gut verkauften Langversion von Satanische Verse in den deutschen Albumcharts hätte stehen können. Das Verfahren zur Ermittlung der Charts schloss zu diesem Zeitpunkt jedoch Airplay und Einschätzungen durch Musikjournalisten ein, wodurch eine Independent-Veröffentlichung wie Satanische Verse trotz hoher Verkaufszahlen eine geringe Chance auf einen solchen Album-Charterfolg besaß.
Eine weitere Neuauflage erschien 1998 in der Variante mit sieben Titeln, deren Auflagenstärke nicht publik ist. Eine LP-Version der EP aus dem Jahr 2017 verzichtete auf das Stück Sonne, Mond und Sterne und eine Veröffentlichung als Musikdownload via Bandcamp im Jahr 2020 präsentierte Satanische Verse mit den vier Stücken, die das Duo 1991 als EP veröffentlicht hatte. Dabei variiert die Spieldauer der Stücke in vielen Veröffentlichungen marginal.

## Albuminformationen

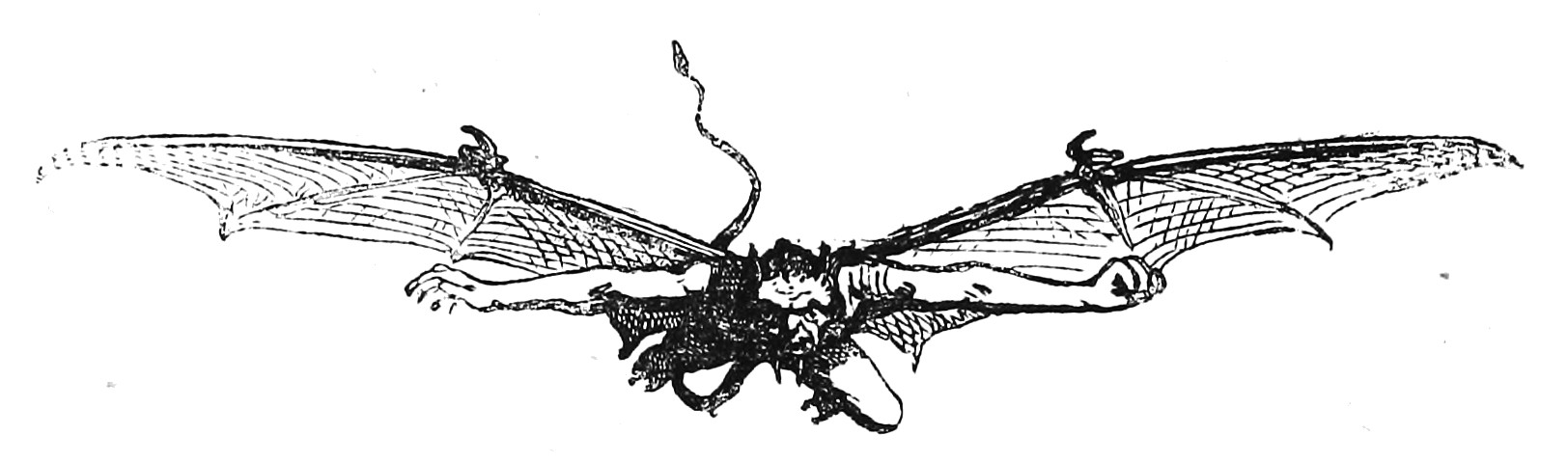
Eine im Cover abgewandelte und als Detail eingearbeitete Illustration, im Original aus dem Dictionnaire Infernal

Die ursprüngliche Version von Satanische Verse ist ein Demoband mit drei Titeln. Später erschienene Versionen variieren Titelzahl und Lauflänge bis hin zu der besonders verbreiteten 1993 erstveröffentlichten CD-Variante mit sieben Titeln und 43:46 Minuten Spielzeit.

### Songwriting
Alle Texte stammen von Stefan Ackermann. Die Musik schrieb und arrangierte Bruno Kramm, der ebenso die gesamte Tontechnik und Musikproduktion inklusive Abmischung und Mastering der Aufnahmen übernahm.

### Gestaltung
Cover und Booklet wurden von Anja Schwalm gestaltet. Die ursprünglich als Musikkassette vertriebene Version war weiß mit einer schwarz ornamentierten Buchbordüre als Rahmen. Die Elemente der Bordüre wurden Illustrationen historischer Bücher nachempfunden. So ähnelt eine Figur im oberen Rand des Rahmens einer von Louis Le Breton geschaffenen dämonischen Gestalt, die im Dictionnaire Infernal zu finden ist. In die Mitte des Covers wurde der Bandname in verzierter, gebrochener Schrift gesetzt. Der Titel des Demos wurde unter der Bordüre platziert.
Die späteren Veröffentlichungen folgten der Gestaltung mit variierenden Details. So wurde der Albumtitel unter dem Bandnamen in den Rahmen gesetzt und zur ersten CD-Version zuzüglich das Stück Jericho explizit auf dem Cover mit aufgeführt. In den meisten Versionen des Covers wurde das innere „s“ des Wortes „Satanische“ als langes s geschrieben. Das zum Musikdownload bereitgestellte Cover nutzt indes das kleine s. Für das Cover der im Jahr 1993 veröffentlichten CD und deren Wiederveröffentlichungen wurde die Farbgebung von Hintergrund und Bordüre zu weiß auf schwarz invertiert. Bandname und Albumtitel blieben in dieser Fassung schwarz, wurden jedoch mit einer weiß-strahlenden Rahmung von dem schwarzen Hintergrund abgesetzt.

### Titelliste und Varianten
Die folgende Tabelle gibt einen Überblick über die unterschiedlichen Versionen, das Veröffentlichungsformat, die Stärke der Erstauflage, die Spieldauer und die jeweilige Titelliste. Enthalten sind ebenso Links zu den unterschiedlichen Varianten des Covers.
Ausgenommen von der Auflistung sind unveränderte Wiederveröffentlichungen, Bootlegs und internationale Lizenzveröffentlichungen, die in der Fassung der CD aus dem Jahr 1993 oder in jener der MC aus dem Jahr 1990 erschienen.
| Jahr | Format        | Cover (Original von Anja Schwalm, 1990)      | Auflagenstärke                     | Titelliste (Texte: Ackermann, Musik: Kramm) | Gesamtspieldauer |
| 1990 | MC            | Link zum Bild (Bitte Urheberrechte beachten) | 200 anschließend neu aufgelegt     | 1. Gottes Tod: 8:03 2. Des Satans neue Kleider: 5:47 3. Kain und Abel: 3:57                                                                                             | 17:47            |
| 1991 | CD            | Link zum Bild (Bitte Urheberrechte beachten) | 2000                               | 1. Gottes Tod: 8:07 2. Des Satans neue Kleider: 5:58 3. Kain und Abel: 4:49 4. Jericho: 5:12                                                                            | 24:06            |
| 1993 | CD            | Link zum Bild (Bitte Urheberrechte beachten) | ≈20.000 anschließend neu aufgelegt | 1. Gottes Tod: 8:10 2. Des Satans neue Kleider: 6:02 3. Kain und Abel: 4:53 4. Jericho: 5:15 5. Ein Tag vergeht: 5:04 6. Irrlicht: 5:55 7. Sonne, Mond und Sterne: 8:27 | 43:46            |
| 2017 | LP            | Link zum Bild (Bitte Urheberrechte beachten) | 500                                | 1. Gottes Tod: 8:12 2. Des Satans neue Kleider: 6:02 3. Kain und Abel: 4:53 4. Jericho: 5:05 5. Ein Tag vergeht: 4:52 6. Irrlicht: 5:48                                 | 34:52            |
| 2020 | Musikdownload | Link zum Bild (Bitte Urheberrechte beachten) | unbegrenzt                         | 1. Gottes Tod: 8:12 2. Des Satans neue Kleider: 6:02 3. Kain und Abel: 4:52 4. Jericho: 5:09                                                                            | 24:15            |

## Stil und Inhalt

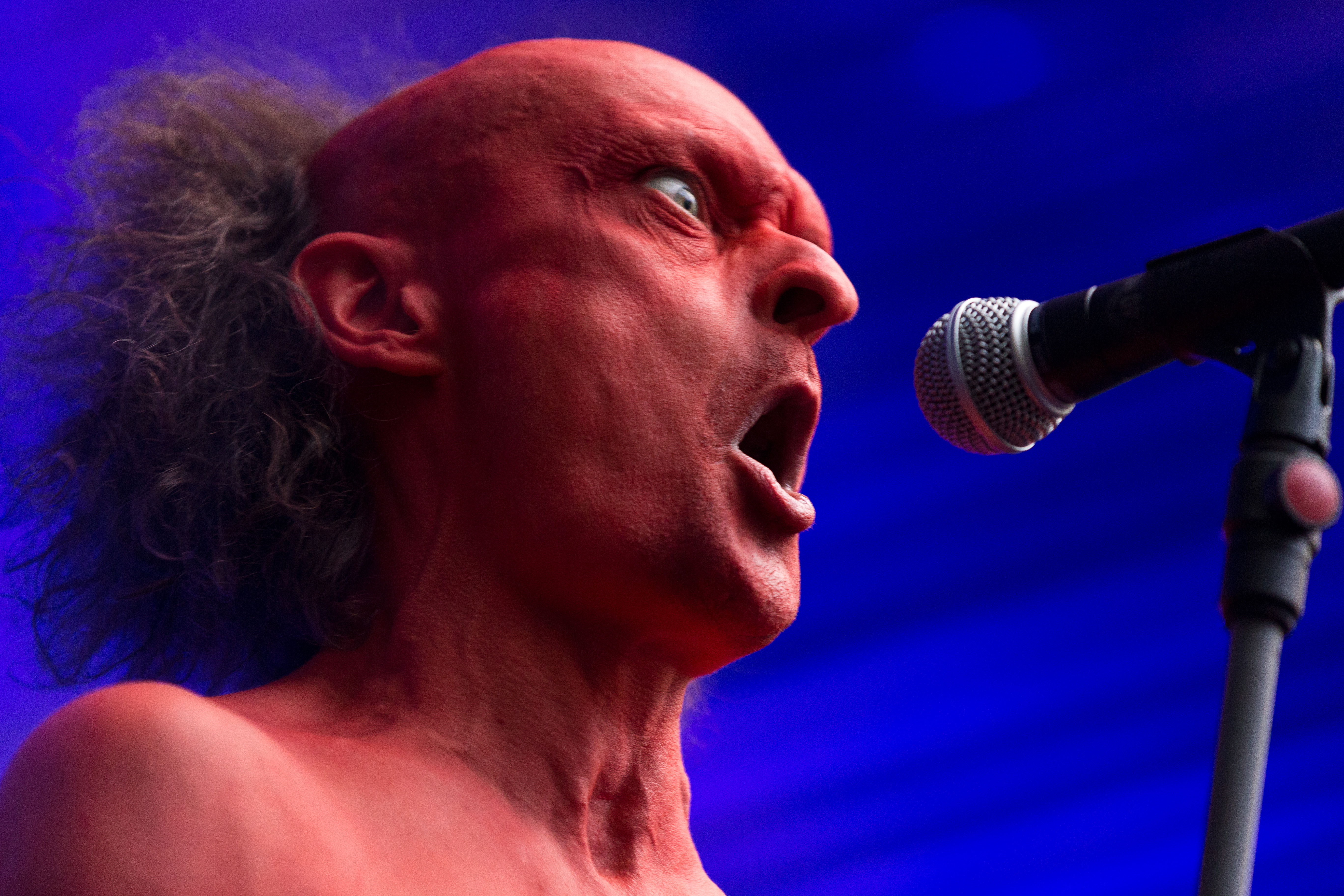
Der Textvortrag von Stefan Ackermann, hier mit Das Ich während der Nocturnal Culture Night 2015, ist geprägt von Schauspiel und Expressionismus

Das Ich wird mit Satanische Verse und dem nachfolgenden Die Propheten neben Lacrimosa, Relatives Menschsein, Goethes Erben und Sopor Aeternus zu den zentralen und stilprägenden Interpreten des Genres Neue Deutsche Todeskunst gerechnet.
Das Genre ist geprägt von der engen Verbindung eines meist gesprochenen Textvortrags mit literarischen Anlehnungen an Romantik, Symbolismus und Expressionismus, mit orchestraler Musik, die aus „Darkwave-Elektronik und neoklassische[n] Instrumente[n] und Arrangements“ besteht. So kombiniert Das Ich „düstere elektronische Musik mit nihilistischer Lyrik.“ Dieses unter anderem durch Satanische Verse entstandene Genre verkörperte nicht nur eine neue Zeitgeistigkeit einer juvenilen Szene zwischen Post-Industrial und Dark Wave, sondern verwob ebenso Schauspiel und Expressionismus mit Klassik und elektronischer Musik in „einer bisher in der Musikszene ungekannten Intensität.“ Der Musikjournalist und Sachbuchautor Wolf-Rüdiger Mühlmann betonte, dass Das Ich mit dieser Vermengung von an Klassik gemahnender sinfonischer Musik mit brachial apokalyptischer Lyrik eine Sonderstellung in der deutschen Musiklandschaft einnehme.

### Musik

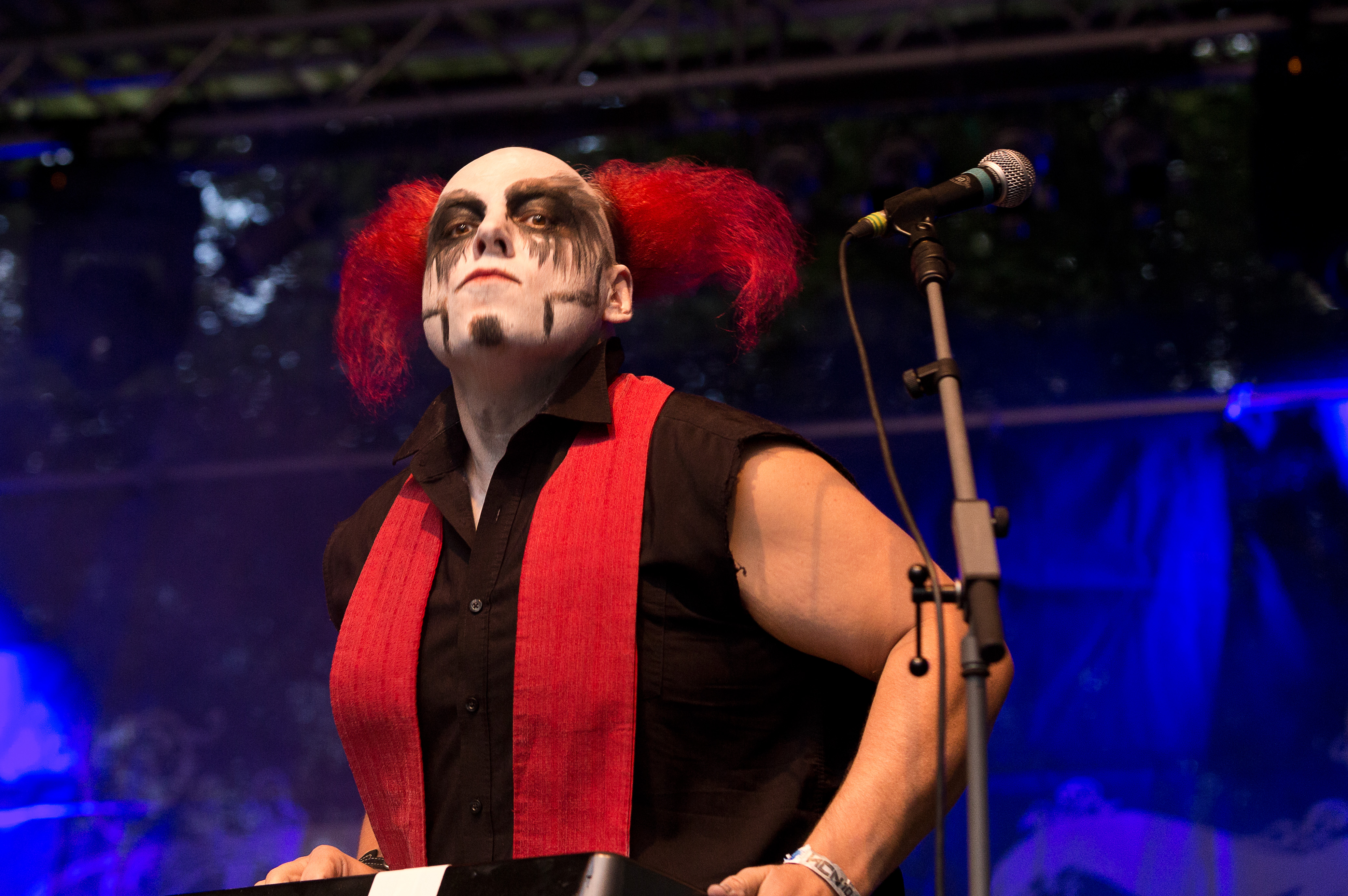
Bruno Kramm, hier mit Das Ich bei der Nocturnal Culture Night im Jahr 2015, ist für die Musik und Produktion aller Stücke auf Satanische Verse alleinverantwortlich

Die Musik von Satanische Verse wird als Verbindung von klassischer Musik und Post-Industrial rezipiert. Der Musikkritiker Piero Scaruffi beschreibt Satanische Verse als ein zaghaftes, von wagneresker Eleganz und britischer Romantik durchdrungenes Debüt, das dennoch depressiven Visionen wie Jericho und Kain und Abel aufweise. Der Musikjournalist und Moderator Ecki Stieg nahm die ersten Stücke des Duos hingegen als „recht bizarre […] Neubauten-Kopie“ wahr.
Beide Aspekte wurden von Das Ich bestätigt. Die Musik des Demos wurde einerseits von klassischer Musik beeinflusst. Namentlich wird von Kramm auf Igor Strawinsky als einflussreicher Vertreter der neuen Musik verwiesen. Auch nennt sich Kramm selbst einen „alten Wagnerianer“ und bestätigt so den Eindruck Scaruffis. Andererseits wurde die im Dark-Wave- und Electro-Umfeld der 1980er-Jahre entstandene Band von Industrial und Post-Industrial beeinflusst. Der Gedanke Kramms war allerdings eine Umdeutung initialer Ideen des Industrials. Die Gegenüberstellung von „Geräusch und Harmonie“ in einer angestrebten Dekonstruktion musikalischer Ausdrucksformen von Interpreten wie Einstürzende Neubauten wurde bei Das Ich mit dem Ansinnen aufgegriffen, Harmonie und Geräusch eklektisch zueinander zu „stellen, um mehr artikulieren zu können“ und Musik „bildlich zu machen.“ So agierte das Duo musikalisch auf Satanische Verse überwiegend elektronisch und nutzte dabei Samples sowie Synthesizer. Viele der so erzeugten Klänge sind Bläsern, Streichern und diversen Tasteninstrumenten nachempfunden. Diese sinfonischen Klänge werden mit musikalischen Elementen des Post-Industrial und Electro kombiniert. Insbesondere für rhythmische und perkussive Tonspuren nutzt Das Ich elektronisch verfremdete Klänge.
Die drei später hinzugenommenen Stücke Ein Tag vergeht, Irrlicht und Jericho bilden einen Zyklus klassisch inspirierter Musik. Ein Tag vergeht ist dabei als Walzer angelegt, Irrlicht als Tango und Jericho als Kunstlied. Das in Jericho zentrale Klavier und artverwandte Tasteninstrumente sind derweil wiederkehrend in der musikalischen Gestaltung der EP. So nutzte Kramm Samples eines von ihm gespielten präparierten Klaviers unter anderem für das Stück Irrlicht, den Klang eines Spinetts in Gottes Tod und in Jericho ein lange allein neben dem Gesang stehendes Klavier. Auch in Ein Tag vergeht und Sonne, Mond und Sterne wird das Instrument genutzt. Weitere wiederkehrende Klänge, die von Das Ich allerdings synthetisch eingepflegt werden, sind verschiedene Streicher und Blechbläser.
Gottes Tod, das Eingangsstück von Satanische Verse, wurde im ⁴⁄₄-Takt und C-Moll bei einem Tempo von 123 bpm geschrieben. Die meisten Stücke des Albums folgen dem gleichen Takt. Im Finale des Stücks wird ein kurzes auf einer simulierten Geige gespieltes Zitat von Alle Jahre wieder eingesetzt. Die beiden nachfolgenden Stücke wurden in C-Dur geschrieben: Des Satans neue Kleider in einem Tempo von 113 bpm und Kain und Abel mit viel zugeschriebener Energie in einem Tempo von 121 bpm.
Im Klassikzyklus sind mit Jericho bei einem Tempo von 78 bpm das langsamste und mit Irrlicht und Ein Tag vergeht, die beide einem Tempo von 160 bpm folgen, die schnellsten Stücke des Albums gegeben. Das langsame und vom Dualismus aus Klavierspiel und Textvortrag getragene Stück Jericho wurde in G-Moll geschrieben. In Cis-/Des-Dur geschrieben folgt das als Tango konzipierte Stück Irrlicht im 7/8-Takt. In D-Dur und als asymmetrischer Walzer in einem 5/4- anstelle des verbreiteten 3/4-Taktes wurde Ein Tag vergeht geschrieben.

### Lyrik
Die Lyrik Ackermanns wird als krass, tough, hart und künstlerisch wahrgenommen. Die Wahl, Deutsch zu singen, begründete das Duo mit der Ausdrucksstärke in der eigenen Muttersprache sowie mit dem Ziel, die „deutsche Sprache zu entnazifizieren“, sich dem Schlager entgegenzustellen und der „Vielfalt von Ausdrucksmöglichkeiten“ der deutschen Sprache „eine neue Wucht zu geben.“ Diesem Wunsch folgend beziehen mehrere Texte des Albums trotz Komplexität der Metaphern humanistische und antifaschistische Positionen.
Dabei nutzt Ackermann „sperrige Wortgebilde, die nicht zuletzt von der Härte der deutschen Sprache leben und Interpretation einfordern.“ Die Sprache arrangiert Ackermann in stilistischer und inhaltlicher Nähe zum Expressionismus.

„Der subjektive Charakter der Texte, der hohe Gebrauch von Metaphern, die Brechung grammatischer Normen und die Auseinandersetzung mit ›hässlichen‹ oder grotesken Momenten, dem Tod, Zerfall und Angst legen den Bezug zu expressionistischen Dichtern wie Else Lasker-Schüler, Alfred Lichtenstein oder Gottfried Benn nahe.“

#### Die Stücke des Demos
Die drei Titel des Demos entstanden als Reaktion auf Erfahrungen im streng katholischen Bayern der 1980er-Jahre. Kramm verwies auf eine Punkattitüde der damaligen Szene. So berichtete er von häufigen körperlichen Angriffen in den 1980ern, die von der regionalen Polizei mit Verweis auf sein Äußeres abgetan wurden. In der bemühten Punk-Tradition juvenilen Aufbegehrens stand der Wunsch, die Mehrheitsgesellschaft mit Provokation „wachzurütteln und eine Antiposition“ zu ihr einzunehmen. Den das Demo konsequent bestimmenden religionskritischen Themenkomplex führte Das Ich auf späteren Veröffentlichungen fort. Die Musiker begründeten ihn damit, dass viele emotionale Schädigungen in der westlichen Gesellschaft aus der institutionalisierten Religion entstehen. Gottes Tod, Des Satans neue Kleider und Kain und Abel verharren jedoch nicht in bloßer antichristlicher Provokation, sondern befassen sich metaphorisch mit Selbstreflexion sowie sozialen und gesellschaftlichen Themen, die auch für die darauf folgenden Stücke Bedeutung haben.
In dem an Friedrich Nietzsche gemahnenden ersten Stück Gottes Tod wird die Sinn-, Macht- und Hilflosigkeit des Individuums in einer gottlosen Welt zum Thema gemacht. Gottes Tod wird im Refrain als absolut in den Raum gestellt. Das Individuum steht in der Konsequenz seinem Leben und Sterben ohne Sinnstiftung gegenüber. Entsprechend klagend und zerbrechlich trägt Ackermann die Refrainzeile repetitiv vor. Den Trost der Riten der institutionalisierten Religion wird als trügerischer „Schlund der blinden Worte“ abgeurteilt – dieser habe allerdings „einmal gutgetan“.

„Die Feuerglut in meinem Hals erlischt

ganz ohne Halt mein Fleisch zerfällt

und doch es wird

es wird schon wieder weitergehen

Gott ist tot“

In Des Satans neue Kleider benennt Ackermann Rassismus, Konsumismus, Fleischverzehr und Konformismus als die titelgebenden Formen eines realen Bösen in der modernen beziehungsweise postmodernen Gesellschaft. So waren die „neuen Kleider Satans“ als eine Metapher für Dinge, die die Menschlichkeit zerstören, gedacht. „[E]in Symbol gegen die Medien, gegen das politische System, gegen Ideologien, die versuchen, Konventionen zu schaffen, und den Menschen damit den Freiraum für ihren eigenen Glauben nehmen.“
In Relation zu den weiteren Texten nutzt Ackermann in Kain und Abel eine ausgeprägte Formstrenge. Jede Zeile der beiden vierzeiligen Strophen besitzt einen sich konstant wiederholenden Aufbau. Am Anfang steht der Name Kain, gefolgt von einer Zustandsbeschreibung des wütenden Kains in vier Silben. Dabei wird der archetypische Brudermörder zur gegrüßten Leit- und Identifikationsfigur des aufbegehrenden, gebrochenen und dem Tod geweihten Menschen. Paradigmatisch für die Liedtexte des Duos steht auch hier die zum Ausdruck gebrachte vehemente Ablehnung der eigenen Geworfenheit in die Welt. In dieser aggressiven Ablehnung erlangt das Individuum „Freiheit und Unabhängigkeit von einer höheren Instanz“ und überwindet die Traurigkeit des reinen Fatalismus.

#### Die später hinzugefügten Stücke
Die vier später hinzugenommenen Lieder folgen nicht mehr konsequent dem religionskritischen roten Faden des Demos. Die Themen und Metaphern sind vielfältiger, exemplarisch ist Ein Tag vergeht merklich auf den Rhythmus des Stückes hin getextet.
Formal, im deutlichen Kontrast zum formstrengen Kain und Abel, ist Jericho ein Text ohne konstantes Versmaß oder kontinuierliche Strophenform. Auch ein Refrain existiert nicht. Lediglich die überleitende Zeile „lacht und sagt“ wird einmal wiederholt. Anstelle der Form eines Popsongs steht ein fließend erzählter Text, der Alltägliches, soziale Normen und gesellschaftliche Gepflogenheiten in exaltierter Sprache kritisch beschreibt. Dabei bemüht Ackermann eine blumig „verspielte Ästhetik der Sprache“, die nach Ecki Stieg „einzigartig und durchaus der Tradition mittelalterlicher Minnesänger verhaftet ist“. Diese, so Stieg weiter, sei „um ausladende, manchmal allerdings verquaste Bildlichkeit bemüht.“
Der angeführten blumigen Sprache mit mittelalterlichen Bildern von Waldlagern, Nachtwachen und einem toten König bedient sich ebenso Ein Tag vergeht. Derweil ist das Stück die vermeintliche Selbstreflexion eines lyrischen Ichs, das sich zugleich mit essenziellen und grotesken Fragen der eigenen und allgemeinen Existenz befasst. Intoniert mit dem metaphorischen Selbstvertrauen, „Berge versetzen“ zu können, kommen mit fortschreitendem Text zunehmend Nervosität, Ängste und Zweifel auf. So steigern sich die Fragen des lyrischen Ichs von „Warum gehe ich und atme nicht wie der Fisch“ über „Warum bist du du und nicht ich“ zu „Warum ist die Zeit und nicht nur der Raum“.
Irrlicht bezeichnet Bruno Kramm als das bewusste Plädoyer der Band für Humanismus. Der Text wird mahnend mit der Phrase „Jetzt erzähl ich’s euch zum letzten Mal“ intoniert und der indianischen Weisheit „Wir haben die Welt von unseren Kindern nur geliehen“ geschlossen. In der ersten Strophe stellt sich das lyrische Ich vor. Einem alltäglichen bürgerlichen Leben mit Streben nach Geltung und Freizeittätigkeiten zum Zeitvertreib stehen eine empfundene Leere und der Gedanke gegenüber, dass es des „Menschen größtes Leid“ sei, dass er „das Denken in der Hand“ habe. Im Refrain geht das Stück in Mahnungen an die Vernunft über:

„Leugnet eure Grenzen

Verratet eure Rassen denn

Ich fleh euch an

Haltet Frieden haltet eure Hand

Ihr habt alle Herzen habt auch Seelen

Habt ihr auch Verstand?“

Das letzte Stück Sonne, Mond und Sterne greift vorausgegangene Themen erneut auf, verharrt dabei jedoch in der in sich geschlossenen verschlüsselten Bildsprache, die Nähe zur hermetischen Lyrik aufweist und eine Interpretation einfordert. Der Rezipient ist gezwungen, den Text in einer konzentrierten Interpretation zu entschlüsseln. Mit den Zeilen „Die Hölle ist nicht irgendwo/Wir sind sie in Person“ montiert Ackermann eine Variation eines berühmten Ausspruchs von der von Jean-Paul Sartre geschaffene fiktiven Figur Joseph Garcin (Geschlossene Gesellschaft) „Die Hölle, das sind die anderen“ in den Text. Derartige Versatzstücke gehören in ein von Ackermann vielfach bemühtes Repertoire verdrehter und veränderter Zitate und Anspielungen auf Expressionismus, Symbolismus, Existentialismus und Nihilismus.

## Bedeutung
In der Zeit der ursprünglichen Demo-Veröffentlichung wurde Satanische Verse nicht von der Musikpresse rezensiert. Langfristig prägte Das Ich mit ihrem Frühwerk hingegen die Dark-Wave- und Post-Industrial-Musik und -Szene der 1990er. Mit Satanische Verse traf das Duo „das Lebensgefühl vieler Jugendlicher auf der Suche nach sich selbst“ und Gottes Tod sowie Kain und Abel wurden zu Club-Hits der schwarzen Szene. Laut Wolf-Rüdiger Mühlmann wurde Das Ich mit diesen Stücken zu dem „wichtigste[n] deutschsprachigen[n] Electro-Industrial-Act.“ Er sah in Das Ich ein „Bindeglied in der nationalen, musikhistorischen Kette“, als die er Kraftwerk, Einstürzende Neubauten und Die Krupps begriff und führte die Stücke des Demos als Beispiele dieser Sonderstellung an. Die Band selbst fasste diesen Erfolg des Demos als unerwartet und überraschend zusammen.

„Als Ende der 1980er die zwei New Wave Musiker Bruno Kramm und Stefan Ackermann ihre ersten religionskritischen Demotapes verschickten, konnten sie nicht ahnen, dass die darauf überspielten Songs wie ‚Gottes Tod‘ und ‚Des Satans neue Kleider‘ die Geburtsstunde eines neuen Genres, der Neuen Deutschen Todeskunst, einläuteten und nur ein paar Monate später als Hymne einer Schwarzen Szene im wiedervereinigten Deutschland dienen durfte, deren Magie auch noch heute im neuen Jahrtausend zu spüren ist.“

### Kulturelle Relevanz
Satanische Verse legte neben Moritat von Relatives Menschsein, Angst von Lacrimosa und Der Spiegel, dessen Weg durch stumme Zeugen zum Ende führt von Goethes Erben den Grundstein für das Genre Neue Deutsche Todeskunst (NDT), einem Genre, dem die Ausgestaltung der subkulturellen Teilströmung der Endzeitromantiker innerhalb der Gothic-Szene folgte. Diese Strömung war in den 1990er Jahren besonders präsent und wurde als neues Gesicht der Szene wahrgenommen. Im Vorfeld dieser Entwicklung hatte Gothic als Szene und als Musik in den späten 1980er- und frühen 1990er-Jahren an Bedeutung verloren. Musikalisch kamen wenig neue Impulse aus der Szene. Diverse Hauptvertreter waren völlig verschwunden oder orientierten sich musikalisch am Mainstream und vermieden die Assoziation mit Dark Wave und Gothic. Die Szene verlor in dieser Phase an Substanz, was sich in Deutschland in den Jahren nach der Wiedervereinigung änderte. In der damaligen „Wiederbelebung der Szene“, die es vermied, Bewährtes zu wiederholen, sondern etwas Neues ausformulierte, entstand die Szeneströmung der Endzeitromantiker.
Diese Strömung vertrat eine fatalistisch apokalyptische Weltsicht und befasste sich mit Lyrik, Philosophie, Kunst, Tod und Verfall. Derartige Interessen sowie das aufwendig inszenierte Auftreten mit weiß geschminkten, mit filigranen Ornamenten verzierten Gesichtern und der von diversen Epochen und Kulturen geprägte, „sorgfältig und mit viel Liebe zum Detail“ gewählte Kleidungsstil erzeugten öffentliche Aufmerksamkeit. Dabei rekurrierte die Anhängerschaft der Strömung direkt auf die initialen Veröffentlichungen der neuen deutschen Todeskunst. Insbesondere das Stück Gottes Tod wird als „Grundstein“ jener Musikrichtung und kultureller Strömung wahrgenommen, die einen Teil der Basis für die kulturelle Neubelebung der schwarzen Szene legte.

### Musikalische Wirkung
Musikalisch prägte gerade Das Ich als Initiatoren der NDT die Szene über das Genre hinaus. Der Musikjournalist und Moderator Ecki Stieg nannte explizit Das Ich als Gründungsväter einer neuen deutschen Musikkultur, „die ihre eigene Sprache (wieder)gefunden hat und mit dieser Sprache mit einem Selbstverständnis und Selbstbewusstsein umgeht, wie man es seit Tagen der frühen ›Neuen Deutschen Welle‹ nicht mehr erlebte.“ Ein geradezu inflationärer Gebrauch der deutschen Sprache in der schwarzen Szene folgte. So wurde Das Ich besonders mit Satanische Verse und dem darauf veröffentlichten Hit Gottes Tod zum „deutsche[n] Gothic-Prototypen“. Als solcher begünstigte Das Ich langfristig den Erfolg von Interpreten wie Rammstein und dem Genre Neue Deutsche Härte.